# Улрих II фон Ленцбург
Улрих II фон Ленцбург (на немски: Ulrich II von Lenzburg; * ок. 1015 в Ленцбург; † сл. 1077/1084 в Цюрих) е граф на Ленцбург в Ааргау и Цюрихгау и фогт на Цюрих, Швейцария.

## Биография
Той е син на Арнолд фон Ленцбург († сл. 976) и брат е на Арнолд I (1036 – 1064), граф в Ааргау и Фрикгау. Внук е на граф Улрих I фон Ленцбург „Богатия“ († пр. 1050), първият граф на Ленцбург, граф в Ааргау, имперски фогт на Цюрих, фогт на Шенис и Беромюнстер. Племенник е на Хайнрих фон Ленцбург († 1051/1056), епископ на Лозана (1039 – 1051/1056).
През конфликта на инвентурата той е на страната на крал Хайнрих IV. През 1077 г. той държи затворен шест месеца в замък Ленцбург папския легат абат Бернхард от Марсилия, който води агитиране за избор на херцог Рудолф фон Райнфелден-Швабски за гегенкрал. Рудолф е противник на Ленцбургите. Крал Хайнрих IV го награждава затова през 1077 г., като му дава вероятно графството в Цюрихгау, което обаче едва през 1127 г. е в ръцете на Ленцбургите.
След смъртта на Улрих II след 1077 г. фамилията се разделя на две линии. Графовете фон Ленцбург, които произлизат от син му Рудолф I поемат собственостите в южен Ааргау и във вътрешна Швейцария, а графовете фон Баден, които произлизат от син му Арнолд II, поемат собственостите в Цюрихгау. Главната им резиденция е замък Щайн в Баден. Клонът Баден е тясно свързан с Хоенщауфените. Император Фридрих I Барбароса им дава също графства в Италия.

## Фамилия
Улрих II фон Ленцбург се жени 1015 г. за Рихенца фон Хабсбург († 27 май ок. 1100, погребана в манастир Мури), дъщеря на граф Радебото фон Хабсбург († 1045) и Ита фон Лотарингия († сл. 1035/ пр. 1045), дъщеря на херцог Фридрих I от Горна Лотарингия и Беатрис Френска. Те имат децата:
- Улрих IV († 1101), граф в Ааргау 1086/1101 г.
- Рудолф I фон Ленцбург († 1133), граф на Ленцбург-Баден; има пет деца
- Арнолд II фон Ленцбург (* ок. 1052; † ок. 22 януари 1130, Ленцбург), граф на Ленцбург в Ааргау, Цюрихгау и Баден, женен за Хемма († сл. 1127); има четири сина
- дете